# Perry Saturn
Perry Saturn, pseudonimo di Perry Arthur Satullo (Cleveland, 25 ottobre 1966), è un ex wrestler statunitense.
In passato è riuscito a vincere il ECW World Tag Team Championship insieme a John Kronus, il WCW World Tag Team Championship con Scott Levy e Chris Benoit, il WWE European Championship ed il WWE Hardcore Championship. Ha avuto come manager Raven e Terri Runnels.

## Vita privata
Nell'aprile 2004 Satullo restò coinvolto in una lite con due uomini mentre stava soccorrendo una donna che questi volevano violentare. Nella colluttazione riportò ferite da arma da fuoco al collo e alla spalla destra. Dopo essere stato ferito, come conseguenza divenne dipendente dalla metamfetamina e visse come un senzatetto per due anni e mezzo. Quindi scomparve nel nulla per vari anni e nemmeno i famigliari e gli amici sapevano dove fosse. Satullo riemerse nel 2010, avendo risolto i suoi problemi di dipendenza.
Nel giugno 2009 si sposò con Lisa Marie Kuhlemeier. In precedenza, era già stato sposato tre volte.
Nel corso di un'intervista concessa a Bill Apter nel settembre 2016, Satullo rivelò di soffrire di problemi correlati a un "trauma cranico" che limita le sue capacità. Due mesi dopo, il The Boston Globe riportò la notizia che Satullo si era unito a una class action contro la WWE, intentata da Konstantine Kyros, sostenendo che "soffre di sintomi multipli di lesioni cerebrali traumatiche ed è sottoposto a cure neurologiche." 
Il giudice distrettuale degli Stati Uniti Vanessa Lynne Bryant ha archiviato la causa alla fine del 2018.

## Nel wrestling

### Mosse finali
- Brainbuster – 2000
- Death Valley Driver
- Diving elbow drop
- Moss-Covered Three-Handled Family Credenza (Swinging fisherman suplex)
- Rings of Saturn (Scissored armbar)

### Manager
- Asya
- Jason Knight
- Midajah
- Terri

## Titoli e riconoscimenti
3XWrestling
- 3XW Pure Wrestling Championship (1)

Extreme Championship Wrestling
- ECW World Tag Team Championship (3) – con John Kronus

International Wrestling Federation
- IWF Light Heavyweight Championship (2)
- IWF North American Heavyweight Championship (1)
- IWF Tag Team Championship (1) - con Terra Ryzing

Pro Wrestling Illustrated
- PWI ranked him #47 of the 500 best singles wrestlers of the 'PWI 500" (1999)
- PWI ranked him #227 of the 500 best singles wrestlers of the "PWI Years" (2003)
- PWI ranked him #89 of the 100 best tag teams of the "PWI Years" con John Kronus (2003)

United States Wrestling Association
- USWA World Tag Team Championship (1) – con John Kronus

World Championship Wrestling
- WCW World Tag Team Championship (2) – con Raven (1) e Chris Benoit (1)
- WCW World Television Championship (1)

World Wrestling Federation
- WWF European Championship (1)
- WWF Hardcore Championship (2)

Universal Championship Wrestling
- Universal Heavyweight Championship (1)